# Phyllophaga glaberrima
Phyllophaga glaberrima är en skalbaggsart som beskrevs av Blanchard 1851. Phyllophaga glaberrima ingår i släktet Phyllophaga och familjen Melolonthidae. Inga underarter finns listade i Catalogue of Life.